# Les Cluses
Les Cluses – miejscowość i gmina we Francji, w regionie Oksytania, w departamencie Pireneje Wschodnie.
Według danych na rok 1990 gminę zamieszkiwało 165 osób, a gęstość zaludnienia wynosiła 19 osób/km² (wśród 1545 gmin Langwedocji-Roussillon Les Cluses plasuje się na 742. miejscu pod względem liczby ludności, natomiast pod względem powierzchni na miejscu 819.). 

## Zabytki
Zabytki w Les Cluses posiadające status monument historique:
- kościół św. Marii de La Cluse-Haute (Église Sainte-Marie de La Cluse-Haute)
- fortyfikacje romańskie (Fortifications romaines des Cluses)

## Populacja

Populacja Les Cluses w latach 1962–2008